# Lou Geluyckens
Ludovicus (Lou) Geluyckens (Lier, 25 mei 1959) is een Belgisch acteur en schrijver.

## Levensloop
Geluyckens bezocht het Sint-Gummaruscollege en later in de technische school RITO, waar hij een opleiding houtbewerking kreeg. Na zijn schooltijd werkte hij 42 jaar lang bij de Antwerpse firma De Wieuw als lijstenmaker.

## Acteren
In 1980 begon Geluyckens onder impuls van acteur Door Van Boeckel te acteren bij Toneellabo Arlecchino in Lier. Vanaf 1990 was hij actief in Berchem waar hij enkele stukken speelde bij rederijkerskamer De Bloeyende Wijngaerd. Met het stuk Stilte A.U.B. wonnen ze het Stadsjuweel.
In Mechelen speelde Geluyckens bij het gezelschap Voor Taal en Kunst waar op dat moment onder meer ook Bart De Pauw, Danny Timmermans en Pietje Horsten actief waren. Daar zette hij zijn eerste stappen als schrijver. Van regisseur Luk De Visscher kreeg hij de opdracht om een vertaling/bewerking te maken van Shakespeares Much Ado About Nothing.
Bart De Pauw deelde hem in die periode een rol toe in een van de afleveringen van de Televisieserie Buiten de zone en later nog een glimprol in Het geslacht De Pauw. Verder vertolkte Geluyckens nog gastrollen in onder meer Wittekerke, Rip en Niet voor publicatie.

## Schrijven
Geluyckens schreef in opdracht van Carry Goossens enkele sketches voor de Antwerpse komiek Gaston Berghmans, die na de dood van Leo Martin voor VTM met Goossens was beginnen samen te werken. Uiteindelijk werd één van zijn sketches gebruikt in het tv-programma 2 Straten verder.
In 2011 schreef Geluyckens zijn eerste boek: een fictief verhaal dat zich afspeelt in Antwerpen en is opgebouwd rond bestaande Antwerpse figuren, geschiedkundige feiten en urban legends. Het boek zou in vier afzonderlijke delen worden uitgegeven. In 2012 verscheen het eerste deel: De vergeten kronieken van Tstadt, deel 1: 1830-1850 De opkomst van Hendrik Conscience. Vanwege het tegenvallende succes zijn de overige drie delen niet verschenen.
Geluyckens stopte tijdelijk met schrijven, tot hij tijdens een reis in Italië telefoon kreeg van de Antwerpse rapper Tourist LeMC. Tourist had het boekje gelezen en had een paar woorden en begrippen uit de tekst overgenomen in enkele van zijn liedjes. Hij prees het boek ook aan in een rubriek in Het Laatste Nieuws. Onder impuls van de Antwerpse rapper nam Geluyckens contact op met een andere uitgever die bereid werd gevonden om het boek in zijn geheel uit te geven, onder de titel De chroniqueur van Tstadt. Het boek verscheen in 2019.
In datzelfde jaar ging Lou Geluyckens met pensioen bij firma De Wieuw. Hij begon aan een vervolg op De chroniqueur van Tstadt te schrijven, maar omdat de verkoop van het eerste deel nog steeds niet naar wens verliep, bleef dit vervolg in de kast liggen.
Nadat een oudere fan van Felix Timmermans opmerkte dat de stijl van Geluyckens veel weg had van die van Timmermans, besloot Geluyckens opnieuw te gaan schrijven en een boek te wijden aan zijn geboortestad Lier. Dit boek over vier bekende inwoners van Lier, schrijver Felix Timmermans, horlogemaker en astronoom Louis Zimmer, kunstsmid Lodewijk Van Boeckel en kunstschilder Isidoor Opsomer, verscheen in 2021 onder de titel Het Klavertje van Lier. Een jaar later bracht Geluyckens het vervolg op De chroniqueur van Tstadt uit, onder de titel De Hemelspiegel.
Nog in 2022 verscheen het boek De Moedige Bootvissers, de geschiedenis van een bekende Lierse maatschappij van ex-palingvissers die sinds 1980 toeristen rondvaren over de Lierse wateren. Naar aanleiding van de vijf-jaarlijkse Lierse Ommegang en de introductie van een gloednieuw fabeldier, verscheen het boek Het ontstaan van de Lierelei dat hij schreef naar een idee van Jef Vingerhoets, een neef van acteur Karel Vingerhoets.

## Persoonlijk leven
Lou Geluyckens is getrouwd.